# Vanjuliv, Lanivți
Vanjuliv (în ucraineană Ванжулів) este localitatea de reședință a comunei Vanjuliv din raionul Lanivți, regiunea Ternopil, Ucraina.

## Demografie
Componența lingvistică a localității Vanjuliv
     Ucraineană (99,57%)
     Alte limbi (0,43%)
Conform recensământului din 2001, majoritatea populației localității Vanjuliv era vorbitoare de ucraineană (99,57%), existând în minoritate și vorbitori de alte limbi.